# جدوگاه

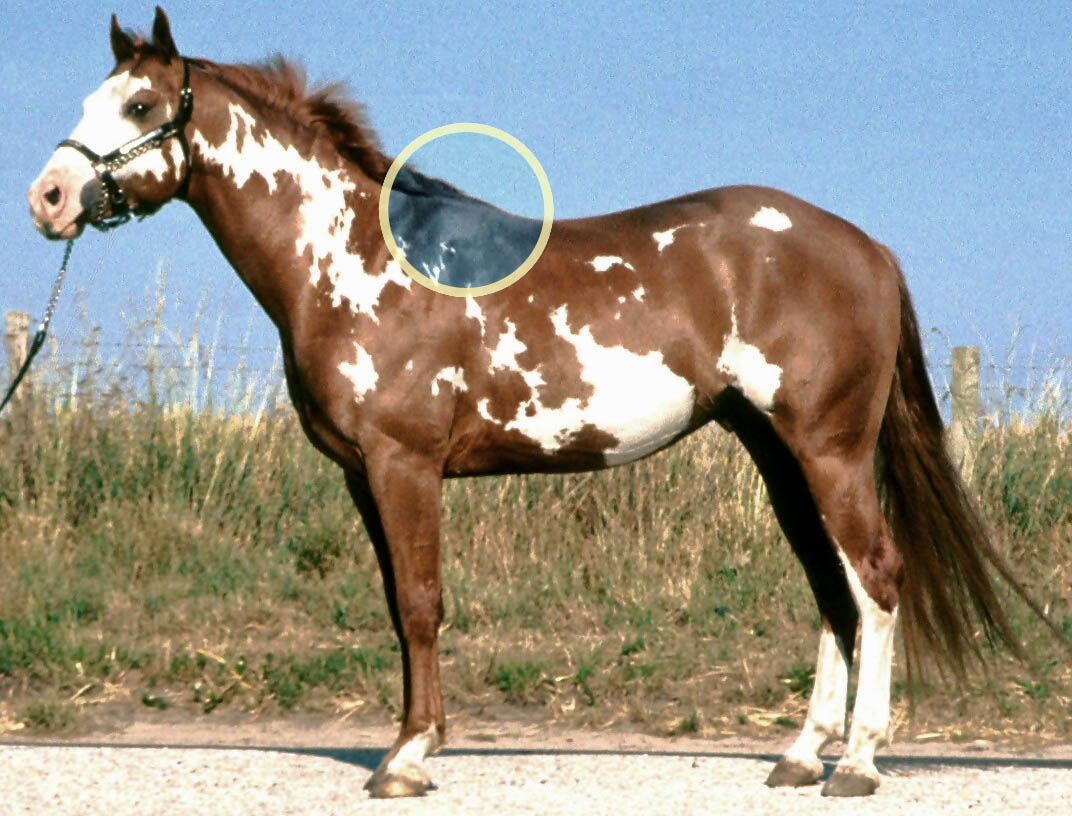
محل جدوگاه یک اسب

جَدوگاه/کاهِل/کاهَل/حارِک (به انگلیسی: Withers) به برآمدگی میان استخوان‌های کتف چهارپایان و دیگر جانوران گفته می‌شود.
جدوگاه که سر کتف هم نامیده می‌شود ستیغی است در قاعدهٔ گردن و بالای شانه‌های جانوران.
جدوگاه بلندترین نقطه پشت جانوران است و از زائده‌های فقراتی پشتی مربوط به پنجمین تا نهمین مهره سینه‌ای تشکیل شده است. (هر اسب ۱۸ مهره سینه‌ای دارد).
قد جانوران را معمولاً از زمین تا جدوگاه حساب می‌کنند زیرا این فاصله هنگام ثابت ایستادن جانور معمولاً ثابت است. سر جانوران برعکس سر انسان هر بار که می‌ایستند حالت و موضع دیگری بخود می‌گیرد و برای اندازه‌گیری قد مناسب نیست.
هر نقطه‌ای از جدوگاه که فاقد مو باشد، نشانی از زخم قبلی التیام یافته است.

## زین بستن
قاچ جلو زین روی جدوگاه قرار می‌گیرد و باید از پهنای مناسب برخوردار باشد. میان قاچ جلو و جدوگاه بایستی به اندازه دو انگشت فاصله باشد.
جدوگاه‌های متوسط معمولاً برای زین‌بندی بهترند زیرا جدوگاه‌های بلند و کوتاه کار زین‌بندی را دشوار می‌کنند. یک جدوگاه بلند به معنی سینه باریک است.